# Formula magica (Svizzera)
Formula magica (in tedesco Zauberformel, in francese Formule magique, in romancio Furmla magica) fu la definizione data alla suddivisione dei seggi del Consiglio federale svizzero (il governo) dal 1959 fino al 2003. In questo lungo periodo il Consiglio federale è sempre stato composto da:
- 2 Partito Socialista Svizzero;
- 2 Partito Popolare Democratico;
- 2 Partito Liberale Radicale;
- 1 Unione Democratica di Centro.

Nel 2003 la formula magica si è "spezzata" con la riduzione dei popolari democratici a 1 solo membro, a favore dell'UDC che ha ottenuto 2 seggi in governo.
Al 2023 la ripartizione dei seggi al Consiglio federale è la seguente:
- 2 Unione Democratica di Centro;
- 2 Partito Socialista Svizzero;
- 2 PLR.I Liberali Radicali;
- 1 Alleanza del Centro.

## La nascita
La formula magica fu il risultato dell'elezione del Consiglio federale del 17 dicembre 1959 e fu chiamata magica sia perché rappresentava un governo trasversale, a cui partecipavano tutti i maggiori partiti svizzeri, sia perché rispecchiava la forza numerica delle singole formazioni politiche. Grazie alla formula magica cessò la supremazia del partito liberale radicale e il partito socialista entrò definitivamente nell'esecutivo. L'inventore della formula fu il popolare democratico Martin Rosenberg, che consentì al suo partito di assumere un ruolo, al centro, di ago della bilancia governativa.

## La fine
La formula magica cessò di esistere con l'elezione del Consiglio federale del 10 dicembre 2003, quando l'UDC, diventata ormai il maggior partito svizzero, impose al parlamento l'elezione di Christoph Blocher quale suo secondo rappresentante in governo sotto la minaccia di andare all'opposizione. L'Assemblea federale a stretta maggioranza elesse Blocher e destituì Ruth Metzler-Arnold (PDC), che divenne così il terzo ministro della storia svizzera a non ricevere la riconferma in carica.
La nuova composizione del Consiglio federale, con 2 liberali, 2 socialisti, 2 UDC/PBD e 1 popolare democratico viene talvolta chiamata "nuova formula magica".